# 尿素氮
尿素氮（英文：Blood urea nitrogen，縮寫：BUN），是蛋白质经过消化作用分解后所产生的代谢产物经过尿素循环在肝脏中转换为尿素。一般人的血清尿素氮正常值为每100ml血液中含7~21 mg(7–21 mg/dL)。不同的地方可能有不同的参考值，因为检测程序有所不同。

## 概要
尿素氮是衡量肾功能的是否不足的主要指标之一。正常值为2.5-6.5mmol/L。当肾小球滤过率(GFR)下降或血容量减少的情况很嚴重，血液中尿素氮的值会增高。但尿素氮沒辦法反應早期腎臟病。

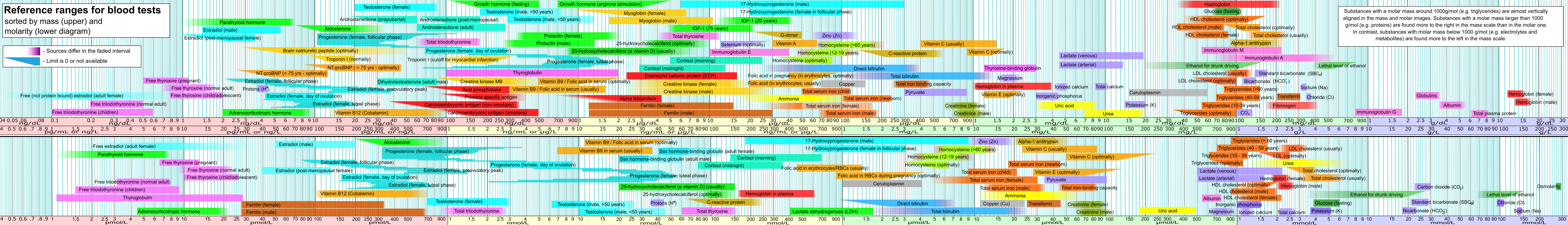
在血液检验项目正常参考值范围里，尿素（右边黄色）与其他血液成份的比较。

## 单位
尿素氮浓度单位在各国有着不同标准。在美国、意大利、澳洲、德国是用g/dL所表示，在其他地方则是用mmol/L来表示。在中国，g/dL属于旧的换算单位，如今绝大部份医院所做的检查都是用mmol/L来表示。
把g/dL转换为mmol/L时要乘以0.357（每个尿素分子具有2个氮原子，1摩尔单位含有14g/mol的尿素）。

## 测定法
现在主流的测定法有两种：
- 脲酶法
- 二乙酰一肟法